# Opisthorchiidae
Opisthorchiidae jsou čeledí z třídy motolice (Trematoda). Opisthorchiidae jsou rozšířeni celosvětově, dokonce se mnoha podčeleděmi vyskytujících se v Evropě. Nápodobně jako další čeledi motolic, jsou i Opisthorchiidae čeledí parazitickou, přesněji endoparazitickou. Opisthorchiidae jsou zoonotické motolice, přenášené rybami, které jsou druhým mezihostitelem. Fakt, že mají druhého mezihostitele, je spojen s jejich složitým životním cyklem, což je takovou vizitkou pro motolice. Tato čeleď motolic je významná i pro člověka, jelikož se odhaduje, že milióny lidí jsou motolicemi z čeledi Opisthorchiidae každoročně infikovány.

## Životní cyklus a morfologie

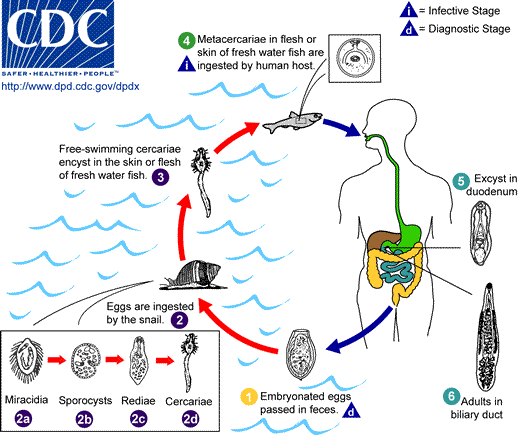
Obecný životní cyklus Opisthorchiidae

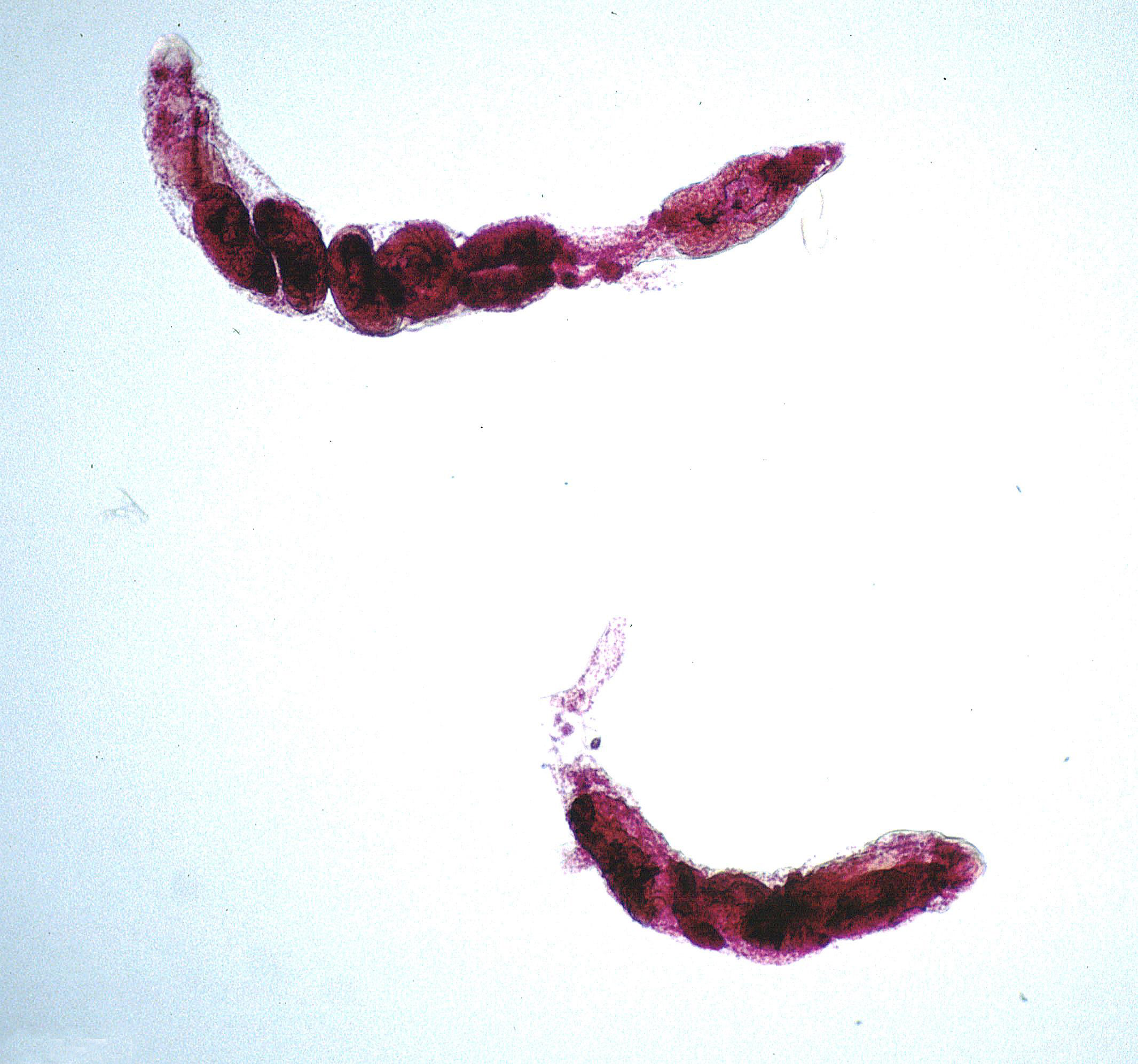
Redie Fasciola hepatica (nepatří do čeledi Opisthorchiidae)

Opisthorchiidae mají složitý životní cyklus, v němž střídají několik hostitelů a společně s nimi i jejich vývojová stádia. Přesněji Opisthorchiidae mají dva mezihostitele a jednoho definitivního hostitele. Jako definitivní hostitel se bere takový, ve kterém dosáhne parazit pohlavní dospělosti a kde probíhá reprodukce. Ačkoli Opisthorchiidae mohou mít několik generací v různých larválních stádiích, existuje pět hlavních fází vývoje od vajíčka až po dospělého jedince. Tato vývojová stádia se liší jejich morfologií a vlastnostmi, které jsou zapotřebí v daném vývojovém úseku parazita, aby byla zajištěna co největší šance dosáhnutí dospělosti a následné reprodukce.

### Vajíčko
Vajíčko je výsledkem jediného pohlavního rozmnožování v životním cyklu Opisthorchiidae. Rozšíření vajíček je zajištěno skrze fekálie hostitele. Velikost vajíček se pohybuje mezi 21–100 mikrometrů (µm) na délku a 10–120 µm na šířku. Zbarvení mají přirozeně žluté až hnědé. Vzhledově jsou velmi podobné jiným (přesněji heterofylním) motolicím, tudíž podobnost při jejich identifikaci může přinášet problémy při rozeznání infekce v člověkovi.

### Miracidium

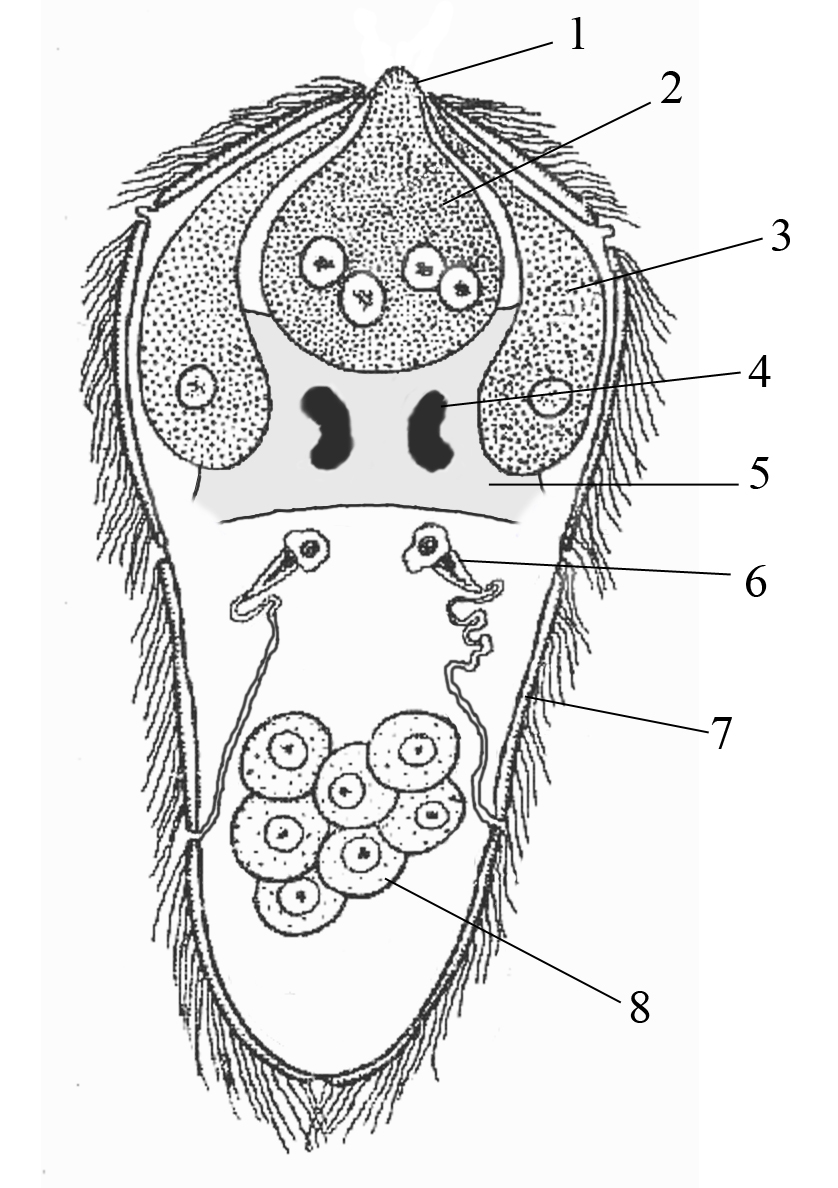
Ilustrační obrázek miracidia

Miracidia se vyvíjejí již ve vajíčku a jsou prvním larválním stádiem motolic. Miracidia se uvolní z vajíčka pouze tehdy, pokud je již vajíčko úspěšně přeneseno na prvního mezihostitele. Přenos je zajištěn pozřením výkalů, s čímž jsou pozřena i vajíčka. Toto je velmi spolehlivá cesta přenosu, jelikož prvními mezihostiteli jsou nejčastěji předožábří plži z rodin Bithyniidae, Thiaridae a tito plži se převážně živý výkaly obratlovců. Po vylíhnutí z vajíčka, miracidia migrují trávicím traktem do střeva hlemýždě, kde může začít další vývoj motolice. Miracidia se uvolňují z vajíčka otvorem zvaným operkulum, že jsou v hostiteli poznají redukovaným přístupem světla, jelikož mají oční skvrny reagující na světlo.

### Sporocysta
Sporocysta je druhým vývojovým stádiem v prvním mezihostiteli, které se vyvíjejí z miracidia. Sporocysty mají oválný tvar a na povrchu mají syncytiální obal odvozený z miracidia. Sporocysty nemají žádný ústní otvor, absorbují živiny povrchem těla ze střevní stěny hlemýždě. Dělením buněk uvnitř sporocysty se zvětšuje a začíná vznikat uvnitř sporocysty další vývojové stádium redie.

### Redie
Redie jsou dalším vývojovým stádiem a opět se vyvíjejí uvnitř těla měkkýše. Ze sporocysty se vyvíjejí mateřské redie, které migrují do hepatopankreasu plže. Redie mají už vyvinutou trávicí soustavu, a to jim umožňuje se v hepatopankreasu živit tkáňovou tekutinou. V plži obvykle probíhají 2–3 generace redií. První generace redií se nazývají mateřské redie. V dalších generacích to jsou dceřiné redie, ze kterých se vyvinou další stádia, cerkárie. Z jedné dceřiné redie se vyvine přibližně 4–20 cerkárií.

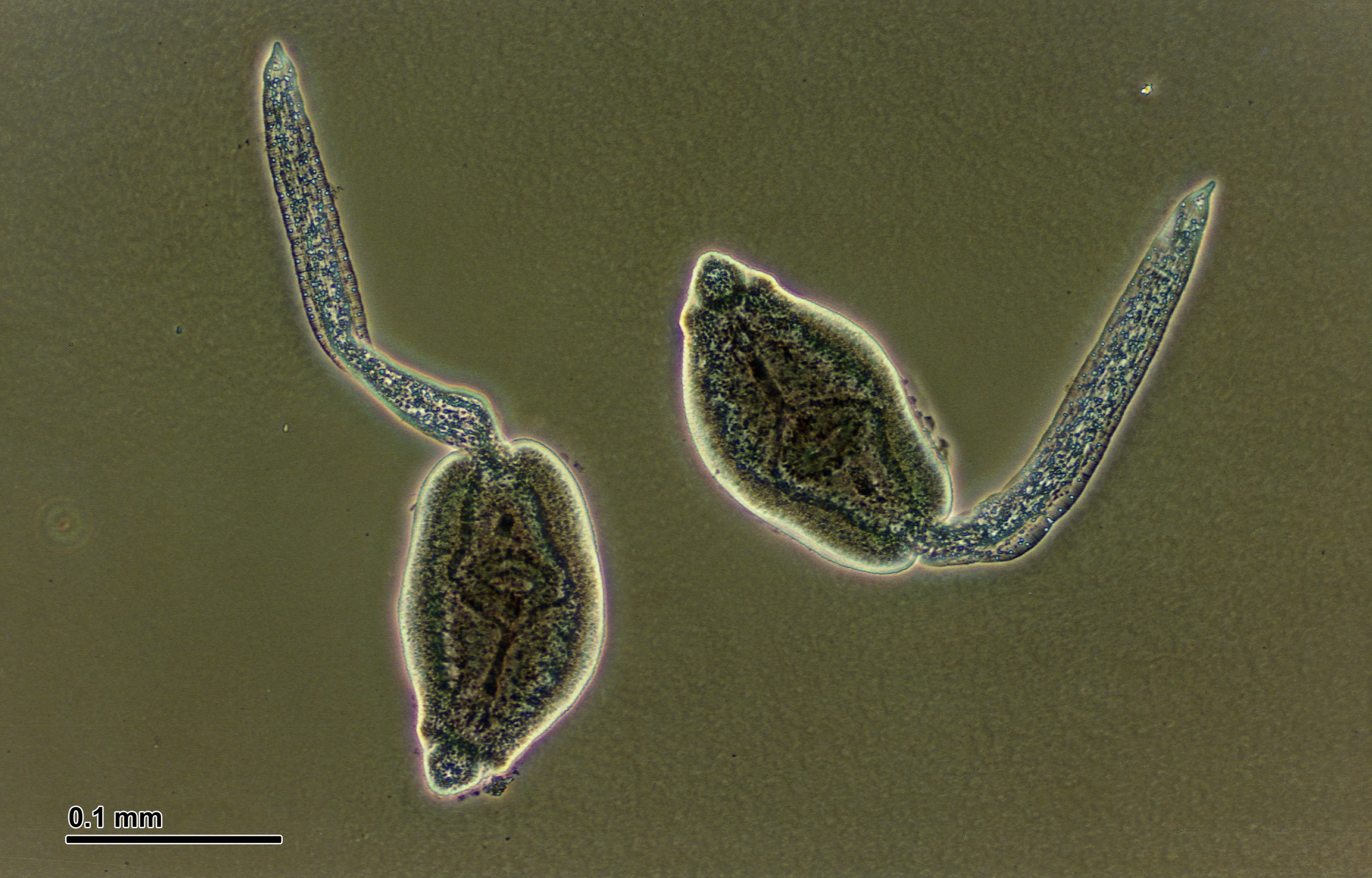
ilustrační obrázek cerkárie

### Cerkárie
Cerkárie jsou larvální formy, které už vstupují do druhého mezihostitele. Cerkárie jsou již schopny samostatného aktivního pohybu a tělo prvního mezihostitele opouští a aktivně hledají druhého mezihostitele, kterým je ryba. Druhého mezihostitele hledají tak, že visí ve vodě hlavou dolů a postupně klesají ke dnu. Když se cerkárie čehokoli dotknou, tak se začnou znovu pohybovat směrem nahoru. Pokud se dostanou do kontaktu s rybou, zachytí se ústní přísavkou jejího epitelu, cerkárie ztratí ocas a vytvoří cystu pod šupinami nebo ve svalu ryby. Ve formě cysty cerkárie čeká, něž bude pozřena definitivním hostitelem. Cerkárie mají kulovitý tvar a jak již vyplynulo z jejich aktivního hledání druhého mezihostitele, jsou vybaveny i ocasem, který jim umožňuje aktivní pohyb.

### Metacerkárie
Metacerkárie je finálním larválním stádiem v životním cyklu motolic. U motolic čeledi Opisthorchiidae je metacerkárie stádiem, které je infekční pro definitivního hostitele. Metacerkárie je již vyvinutá malá motolice v ochranném pouzdře – cystě. Po konzumaci tkáně ryby společně s metacerkárií definitivním hostitelem, excystují a mladé motolice putují do jater, kde je dokončen jejich vývoj v dospělce.

### Dospělec
Dospělec je tedy stádium, které se vyskytuje v definitivním hostiteli a jako jediné se sexuálně rozmnožuje. Definitivním hostitelem může být široká škála zástupců ryb, plazů, obojživelníků, ptáků a savců. Stavba vnitřních orgánů dospělců je zjednodušeně pouze trávicí a rozmnožovací soustava, která obsahuje jak samčí tak samičí orgány, jelikož to jsou hermafrodité. Produkují obrovské množství vajíček (až 4000 denně), které putují ze žlučových cest až do výkalů, kterými se vajíčka dále rozšiřují.

## Parazitismus
Motolice z čeledi Opisthorchiidae jsou endoparazité, nejsou mezi nimi žádní volně žijící zástupci (žijící neparaziticky). Jejich definitivní hostitelé jsou obratlovci, přesněji ryby, ptáci, savci, obojživelníci a plazi, málokterá z obratlovčích skupin se motolicím Opisthorchiidae vyhnulo. První mezihostitel v životním cyklu motolice je vždy měkkýš, nejčastěji plži. Dále je styl parazitismu dosti jedinečný, co se jednotlivých zástupců týče.

## Člověk aOpisthorchiidae
Z této čeledi jsou nejvýznamnější pro člověka Opisthorchis felineus, Opisthorchis viverrini a Clonorchis sinensis. Společně tito tři zástupci postihují 45 milionů lidí celosvětově. Člověk se nejčastěji nakazí pozřením tepelně neopracované ryby, ve které jsou uloženy metacerkárie. Z těchto metacerkárií se po pozření uvolní malé motolice, které migrují pomocí chemotaxe do žlučovodů. Klinika při infekci těmito motolicemi většinou způsobuje bolesti břicha, únavu, poruchy trávení, průjmy nebo zácpy. U Opisthorchis viverrini se k těmto symptomům přidávají nechuť k jídlu, žloutnutí očí, žloutnutí kůže a mírná horečka. Zajímavé je také možné propojení mezi motolicemi Opisthorchis viverrini a rakovinou. Zdá se, že by infekce těmito motolicemi mohla zvyšovat šanci na rakovinu žlučových cest. Jelikož nejvyšší výskyt tohoto karcinomu je sledován v severovýchodním Thajsku, kde je Opisthorchis viverrini vysoce endemická a zároveň byly provedeny experimentální infekce laboratorních hlodavců, které ukazují úzkou souvislost mezi rakovinou žlučových cest a O. viverrini.

## Příklady zástupců
| Zástupce               | Obrázek zástupce | Výskyt                                                             |
| ---------------------- | ---------------- | ------------------------------------------------------------------ |
| Clonorchis sinensis    |                  | Rusko, Čína, Taiwan, Japonsko, Jižní Korea, Severní Korea, Vietnam |
| Opisthorchis viverrini |                  | Thajsko, Laos a Kambodža                                           |
| Opisthorchis felineus  |                  | Převážně jižní a západní Evropa                                    |
| Metorchis conjunctus   |                  | Severní Amerika, nejvýznamněji Kanada                              |
| Opisthorchis noverca   |                  | Jihovýchodní Asie a Východní Evropa                                |

## Rody čelediOpisthorchiidae
- Agrawalotrema Sahay & Sahay, 1988[17]
- Allogomtiotrema Yamaguti, 1958
- Amphimerus Barker, 1911
- Cladocystis Poche, 1926
- Clonorchis Looss, 1907
- Cyclorchis Luhe, 1908
- Delphinicola Yamaguti, 1933
- Diasiella Travassos, 1949
- Erschoviorchis Skrjabin, 1945
- Euamphimerus Yamaguti, 1941
- Evranorchis Skrjabin, 1944
- Gomtia Thapar, 1930
- Hepatiarius Fedzullaev, 1961
- Holometra Looss, 1899
- Metametorchis Morozov, 1939
- Metorchis Looss, 1899
- Microtrema Kobayashi, 1915
- Nigerina Baugh, 1958
- Oesophagicola Yamaguti, 1933
- Opisthorchis Blanchard, 1895
- Pachytrema Looss, 1907
- Parametorchis Skrjabin, 1913
- Paropisthorchis Stephens, 1912
- Plotnikovia Skrjabin, 1945
- Pseudamphimerus Gower, 1940
- Pseudamphistomum Luhe, 1908
- Pseudogomtiotrema Gupta & Jain, 1991
- Ratzia Poche, 1926
- Satyapalia Lakshminarayana & Hafeezullah, 1974
- Thaparotrema Gupta, 1955
- Trionychotrema Chin & Zhang, 1981
- Tubangorchis Skrjabin, 1944
- Witenbergia Vaz, 1932